# والي فانك
والي فانك (بالإنجليزية: Wally Funk)‏ هي رائدة فضاء أمريكية، ولدت في 31 يناير 1939 في نيومكسيكو في الولايات المتحدة.